# Liste von Persönlichkeiten der Stadt Minsk
Die folgende Liste enthält Personen, die in der belarussischen Hauptstadt Minsk geboren wurden sowie solche, die zeitweise dort gelebt und gewirkt haben, jeweils chronologisch aufgelistet nach dem Geburtsjahr. Die Liste erhebt keinen Anspruch auf Vollständigkeit.

## In Minsk geborene Persönlichkeiten

### Bis 1900
- Ascher Löw (1754–1837),  Talmudgelehrter, Oberlandesrabbiner im Großherzogtum Baden
- Wladimir Puchalski (1848–1933), Pianist, Komponist und Musikpädagoge
- Jakub Katzenbogen (1857–1908), polnischer Maler und Zeichenlehrer
- Samuel Löb Zitron (1862–1930), Schriftsteller
- Moses Nappelbaum (1869–1958), russischer Fotograf
- Jehudo Epstein (1870–1945), Maler
- Abraham Liessin (1872–1938), belorussisch-US-amerikanischer Schriftsteller des Jiddischen
- Wladimir Mitkewitsch (1872–1951), Elektroingenieur und Hochschullehrer
- Max Landa (1873–1933), österreichischer Bühnen- sowie Stummfilmschauspieler
- Isabelle Vengerova (1877–1956), russische Pianistin und Musikpädagogin
- Alexander Eliasberg (1878–1924), russischer Literaturhistoriker, Übersetzer, Herausgeber und Autor
- Wilhelm Anderson (1880–1940), Astrophysiker
- Rokhl Brokhes (1880–1942), jiddische Schriftstellerin
- Morris Raphael Cohen (1880–1947), Rechtsphilosoph
- Marija Frumkina (1880–1943), Publizistin
- Maurice Kraitchik (1882–1957), belgischer Mathematiker
- Tatjana Konradowna Rosenthal (1884–1921), russische Neurologin und Psychoanalytikerin
- Walter Anderson (1885–1962), deutscher Folklorist
- Rachel Wischnitzer (1885–1989), Kunsthistorikerin
- Oskar Anderson (1887–1960), deutscher Ökonom, Mathematiker und Statistiker
- Jakow Giljarijewitsch Etinger (1887–1951), Kardiologe und Hochschullehrer
- Maxim Konrad Elias (1889–1982), US-amerikanischer Geologe, Paläontologe und Paläobotaniker russischer Herkunft
- Maksim Bahdanowitsch (1891–1917), Dichter, Schriftsteller, Übersetzer und Publizist
- Elieser Kaplan (1891–1952), israelischer Politiker
- Moissei Jakowlewitsch Ginsburg (1892–1946), Architekt, Stadtplaner und Hochschullehrer
- Bronislava Nijinska (1892–1972), russische Choreografin, Balletttänzerin und Tanzpädagogin
- Władysław Strzemiński (1893–1952), polnischer Maler, Kunsttheoretiker und Hochschullehrer
- Fania Mindell (1894–1969), russisch-amerikanische Aktivistin, Sozialarbeiterin, Bühnen-, Kostümbildnerin und Übersetzerin
- Wladimir Rosenbaum (1894–1984), Schweizer Anwalt und Geschäftsmann
- Pauline Simon (1894–1976), amerikanische Künstlerin der Outsider Art
- Morris Kantor (1896–1974), russisch-US-amerikanischer Maler und Kunstpädagoge
- Chaim Kugel (1896–1953), zionistischer Aktivist, tschechoslowakischer und israelischer Politiker
- Sam Mintz (1897–1957), US-amerikanischer Drehbuchautor
- Mark Wygodski (1898–1965), Mathematikhistoriker
- Nina Vanna (1899–1953), russischstämmige, britische Filmschauspielerin

### 20. Jahrhundert

#### 1901 bis 1910
- Sergei Tumanski (1901–1973), sowjetischer Triebwerkskonstrukteur
- Salomon Wolff (1901–1977), französischer Journalist
- Al Hoffman (1902–1960), US-amerikanischer Filmkomponist, Liedtexter und Schlagzeuger
- Valerijonas Balčiūnas (1904–1984), Fußballspieler, -schiedsrichter, -funktionär und Ökonom sowie Basketballspieler und -schiedsrichter
- Boris Chhaikin (1904–1978), sowjetischer Dirigent
- Karl Theodor Schmitz (1905–1969), deutscher Politik, Bezirksbürgermeister von Berlin-Tempelhof
- Jerzy Giedroyc (1906–2000), polnischer Schriftsteller, Journalist und Politiker
- Avraham Even-Shoshan (1906–1984), israelischer Lexikograf
- Jerzy Putrament (1910–1986), polnischer Schriftsteller, Dichter und Publizist

#### 1911 bis 1920
- Anatoli Sofronow (1911–1990), sowjetisch-belarussischer Schriftsteller
- Jakow Seldowitsch (1914–1987), sowjetischer Physiker
- Boris Taborinskij (1917–nach 1984), einer der namentlich bekannten 47 Überlebenden des Vernichtungslagers Sobibór
- Alexander Wolodin (1919–2001), russischer Schriftsteller, Dramatiker und Drehbuchautor
- Leonid Schwarzman (1920–2022), Illustrator und Zeichentrickfilmer

#### 1921 bis 1930
- Olga Jakuschko (1921–2012), Geomorphologin, Limnologin und Hochschullehrerin
- Mascha Bruskina (1924–1941), Partisanin
- Juri Drosdow (1925–2017), Nachrichtendienstler
- Slawa Amiragow (1926–1990), Ruderer
- Leonid Zypkin (1926–1982), russischer Autor
- Anna Romaschkewitsch (* 1927), sowjetische bzw. russische Bodenkunde-Geographin
- Wolodymyr Apatskyj (1928–2018), ukrainischer Fagottist
- Jakow Jakowlewitsch Etinger (1929–2014), Wirtschaftswissenschaftler und Historiker
- Michail Kriwonossow (1929–1995), sowjetischer Leichtathlet
- Regina Tyschkewitsch (1929–2019), sowjetisch-belarussische Mathematikerin und Hochschullehrerin
- Anatoli Pokrowski (1930–2022), russischer Chirurg und Spezialist auf dem Gebiet der Gefäßchirurgie und Angiologie

#### 1931 bis 1940
- Arnold Tscharnuschewitsch (1933–1991), sowjetischer Fechter
- Stanislau Schuschkewitsch (1934–2022), Wissenschaftler und Politiker
- Jelisaweta Jermolajewa (* 1935), Mittelstreckenläuferin
- Rimma Ulitkina (* 1935), Leichtathletin
- Oleg Karawjew (1936–1978), sowjetischer Ringer
- Aljaksandr Paulouski (1936–1977), sowjetischer Fechter
- Wladimir Ressin (* 1936), russischer Politiker
- Wladimir Sprindschuk (1936–1987), sowjetischer Zahlentheoretiker
- Sjarhej Linh (* 1937), Politiker
- Eduard Matussewitsch (* 1937), Eisschnellläufer

#### 1941 bis 1950
- Aljaksej Dokljakou (* 1942), Radrennfahrer
- Mikalaj Dudkin (* 1947), Dreispringer
- Dmitri Smirnow (1948–2020), russischer Komponist
- Wiktar Kuprejtschyk (1949–2017), Schachspieler
- Natalija Alexandrowitsch (* 1950), Archäozoologin und Hochschullehrerin
- Uladsimir Kaminski (* 1950), Radrennfahrer und Olympiasieger
- Henads Hruschawy (1950–2014), Philosoph und Oppositionspolitiker
- Michail Schereschewski (* 1950), Schachspieler, -trainer und Buchautor

#### 1951 bis 1960
- Inessa Sljunkowa (* 1953), Architektin, Kunsthistorikerin und Hochschullehrerin
- Mikalaj Aljochin (1954–2023), Fechter
- Andrej Sannikau (* 1954), Diplomat und Oppositioneller
- Mark Slavin (1954–1972), Ringer
- Wiktar Sokal (* 1954), Fußballspieler und -trainer
- Alena Zuchlo (* 1954), Marathonläuferin
- Wiktar Belski (1955–2021), Weitspringer
- Leon Leonowitsch Deschiz (1955–2020), Radrennfahrer
- Aljaksandr Kasulin (* 1955), Mathematiker, Pädagoge und Politiker
- Nadeschda Ablowa (* 1956), Historikerin und Hochschullehrerin
- Wiktor Nasarenko (* 1956), ukrainischer Generalleutnant und Leiter des Grenzschutzes der Ukraine
- Uladsimir Parfjanowitsch (* 1958), Kanute
- Sjarhej Hozmanau (* 1959), Fußballspieler
- Oleg Logwin (* 1959), Radrennfahrer
- Ihar Majstrenka (* 1959), Ruderer
- Weranika Tscharkassawa (1959–2004), Journalistin
- Andrei Rapinchuk (* 1960), belarussisch-US-amerikanischer Mathematiker

#### 1961 bis 1970
- Sjarhej Alejnikau (* 1961), Fußballspieler und -trainer
- Georgi Swiridenko (* 1962), Handballspieler und -trainer
- Andrej Syhmantowitsch (* 1962), Fußballspieler und -trainer
- Ihar Astapkowitsch (* 1963), Hammerwerfer
- Wiktar Babaryka (* 1963), Bankmanager und Politiker
- Wiktar Kamozki (* 1963), Skilangläufer
- Ihar Lapschyn (* 1963), Dreispringer
- Dmitri Strozew (* 1963), Dichter
- Yuri Bilu (* 1964), französisch-israelischer Mathematiker
- Aljaksandr Malinouski (* 1964), Handballtrainer und -spieler
- Aleh Mikultschyk (* 1964), Eishockeyspieler
- Alexander Tutschkin (* 1964), russisch-belarussischer Handballspieler
- Sjarhej Alaj (1965–2021), Hammerwerfer
- Swjatlana Buraha (* 1965), Leichtathletin
- Alena Kuptschyna (* 1965), Diplomatin und Botschafterin
- Ihar Sumnikau (* 1966), Radrennfahrer
- Irina Chalip (* 1967), Journalistin
- Andrei Giro (1967–2015), Diplomat
- Aljaksej Parfenkou (* 1967), Freestyle-Skier
- Michail Smirnou (* 1967), Fußballspieler
- Aljaksandr Andryjeuski (* 1968), Eishockeyspieler und -trainer
- Boris Gelfand (* 1968), Schachmeister
- Wiktar Karatschun (1968–2004), Eishockeyspieler
- Wassil Pankou (* 1968), Eishockeyspieler
- Alena Piirajnen (* 1969), Skilangläuferin
- Sergej Sergejew (* 1969), belarussisch-deutscher Volleyball- und Beachvolleyballspieler
- Victor Smolski (* 1969), Musiker und Rennfahrer
- Anschalika Ahurbasch (* 1970), Popsängerin
- Maryna Lobatsch (* 1970), Rhythmische Sportgymnastin
- Natalja Mischkutjonok (* 1970), russische Eiskunstläuferin
- Ihar Papruha (* 1970), Handballspieler und -trainer
- Jauhen Schtschazinin (* 1970), Tischtennisspieler

#### 1971 bis 1980

##### 1971
- Aleh Antonenka (* 1971), Eishockeyspieler
- Dsmitryj Douhaljonok (* 1971), Kanute
- Uladsimir Kopaz (* 1971), Eishockeyspieler
- Aljaksandr Makryzki (* 1971), Eishockeyspieler
- Pawel Scheremet (1971–2016), Journalist
- Alena Sinkewitsch (* 1971), Skilangläuferin
- Natallja Swerawa (* 1971), Tennisspielerin
- Wassil Warabjou (* 1971), Freestyle-Skier

##### 1972
- Anzhela Kryvarot (* 1972), Volleyballspielerin
- Ljowa BI-2 (* 1972), russischer Rockmusiker
- Aljaksej Mjadswedseu (* 1972), Ringer
- Wital Schtscherba (* 1972), Turner
- Andrej Sinjak (* 1972), Handballspieler
- Natallja Woltschak (* 1972), Ruderin

##### 1973
- Nathalie Barkun (* 1973), Triathletin
- Waljanzin Bjalkewitsch (1973–2014), Fußballspieler
- Swjatlana Bahinskaja (* 1973), Kunstturnerin
- Andrej Chadanowitsch (* 1973), Lyriker und Übersetzer
- Oxana Korostyschewskaja (* 1973), russische Schauspielerin
- Aljaksandr Kultschy (* 1973), Fußballspieler
- Pawel Latuschka (* 1973), Politiker und Diplomat
- Maryna Szez (* 1973), Tennisspielerin
- Maxim Wakultschik (* 1973), Maler und Objektkünstler

##### 1974
- Tazzjana Ihnazjewa (* 1974), Tennisspielerin
- Andrej Lauryk (* 1974), Fußballspieler
- Aljaksej Loschkin (* 1974), Eishockeyspieler
- Andrej Lyskawez (* 1974), Skispringer
- Aljaksandr Penihin (* 1974), Freestyle-Skier
- Julija Rakowitsch (* 1974), Freestyle-Skierin
- Ruslan Salej (1974–2011), Eishockeyspieler
- Sjarhej Stas (* 1974), Eishockeyspieler

##### 1975
- Alherd Bacharewitsch (* 1975), Schriftsteller und Übersetzer
- Pawal Douhal (* 1975), Pentathlet
- Ljudmila Karolik (* 1975), Skilangläuferin
- Andrei Loginow (* 1975), Fotokünstler
- Ales Michalewitsch (* 1975), Politiker
- Julija Milko-Tschernomorez (* 1975), Freestyle-Skierin
- Vitaly Nekhvedovich (* 1975), Tischtennisspieler
- Natallja Salahub (* 1975), Sprinterin
- Aljaksandr Schuryk (* 1975), Eishockeyspieler
- Yury Shulman (* 1975), US-amerikanischer Schachspieler
- Natallja Zylinskaja (* 1975), Bahnradsportlerin

##### 1976
- Viacheslav Dinerchtein (* 1976), russisch-mexikanischer Bratschist
- Dsmitryj Dsjabelka (1976–2022), Ringer
- Hanna Kanapazkaja (* 1976), Politikerin
- Aleh Kuleschou (* 1976), Freestyle-Skier
- Dsmitryj Rak (* 1976), Freestyle-Skier
- Wladimir Samsonow (* 1976), Tischtennisspieler
- Jekaterina Sementschuk (* 1976), russische Opernsängerin
- Dsjanis Sidarenka (1976–2024), Diplomat
- Anna Smaschnowa (* 1976), israelische Tennisspielerin

##### 1977
- Dsmitryj Daschtschynski (* 1977), Freestyle-Skier
- Elena Hennig (* 1977), belarussisch-deutsche Basketballspielerin
- Aljaksej Kaljuschny (* 1977), Eishockeyspieler
- Alena Mikulitsch (* 1977), Ruderin
- Maks Mirny (* 1977), Tennisspieler
- Aljaksandr Ussau (* 1977), Radrennfahrer

##### 1978
- Dsmitryj Baskau (* 1978), Eishockeytorwart und Geschäftsmann
- Wassil Chamutouski (* 1978), Fußballtorhüter
- Wolha Hlauschtschanka (* 1978), Tennisspielerin
- Denis Maksimowitsch (* 1978), Handballspieler und -trainer
- Andrej Michaljou (* 1978), Eishockeyspieler
- Weranika Paulowitsch (* 1978), Tischtennisspielerin
- Wiktoryja Paulowitsch (* 1978), Tischtennisspielerin
- Aljaksandr Radsinski (* 1978), Eishockeyspieler
- Uladsimir Waltschkou (* 1978), Tennisspieler
- Katja Zberch (* 1978), belarussisch-deutsche Basketballspielerin

##### 1979
- Wolha Barabanschtschykawa (* 1979), Tennisspielerin
- Alexander Friedman (* 1979), belarussisch-deutscher Historiker
- Leon Gurvitch (* 1979), Komponist, Pianist, Dirigent
- Aljaksej Hryschyn (* 1979), Freestyle-Skier
- Wiktar Kaszjutschonak (* 1979), Eishockeyspieler
- Jauhen Krywamas (1979–2022), Eishockeyspieler
- Wadsim Machneu (* 1979), Kanute und Olympiasieger
- Tazzjana Putschak (* 1979), Tennisspielerin
- Swjatlana Radkewitsch (* 1979), Eisschnellläuferin
- Alexei Scharkewitsch (* 1979), russischer Musikproduzent, Remixer und Komponist

##### 1980
- Nadseja Astrouskaja (* 1980), Tennisspielerin
- Iwan Brouka (* 1980), Handballspieler
- Wital Bulyha (* 1980), Fußballspieler
- Andrej Kurtschau (* 1980), Handballspieler
- Palina Smolawa (* 1980), Sängerin

#### 1981 bis 1990

##### 1981
- Leandra Ophelia Dax (* 1981), Pianistin, Sängerin und Songwriterin
- Aljaksandr Hleb (* 1981), Fußballspieler
- Alena Jaryschka (* 1981), Tennisspielerin
- Kanstanzin Kalzou (1981–2024), Eishockeyspieler
- Valzhyna Mort (* 1981), Lyrikerin und Übersetzerin
- Siarhei Rutenka (* 1981), Handballspieler
- Sjarhej Sasnouski (* 1981), Fußballspieler
- Jaraslau Tschuprys (* 1981), Eishockeyspieler

##### 1982
- Sjarhej Harbok (* 1982), Handballspieler
- Maryja Kalesnikawa (* 1982), Flötistin und Aktivistin
- Dsmitry Mjaleschka (* 1982), Eishockeyspieler
- Alexander Osipovitch (* 1982), Basketballtrainer bzw. -spieler
- Andrei Parywajew (* 1982), kasachisch-belarussischer Fußballspieler
- Julija Raskina (* 1982), Rhythmische Sportgymnastin und Trainerin
- Assol Sliwez (* 1982), Freestyle-Skierin

##### 1983
- Maxim Anissimau (* 1983), nordischer Kombinierer und Skispringer
- Alena Bunas (* 1983), Billardspielerin und Weltmeisterin
- Wjatschaslau Hleb (* 1983), Fußballspieler
- Jauheni Hutarowitsch (* 1983), Radrennfahrer
- Nadine Koutcher (* 1983), Opernsängerin
- Aljaksandr Kulakou (* 1983), Eishockeyspieler
- Dmitri Lentsevich (* 1983), Fußballspieler
- Anna Margolina (* 1983), Jazzsängerin
- Pawel Platonau (* 1983), Tischtennisspieler
- Wital Woranau (* 1983), Schriftsteller, Übersetzer und Herausgeber

##### 1984
- Iryna Brémond (* 1984), belarussisch-französische Tennisspielerin
- Dsjanis Hrot (* 1984), russisch-belarussischer Eishockeyspieler
- Wolha Kawalkowa (* 1984), Juristin und Oppositionelle
- Swjatlana Rudalawa (* 1984), rhythmische Sportgymnastin
- Michail Sjamjonau (* 1984), Ringer
- Zimafej Sliwez (* 1984), Freestyle-Skier

##### 1985
- Byanka (* 1985), russische R’n’B-Sängerin
- Alexej Dmitriev (* 1985), deutsch-belarussischer Eishockeyspieler
- Waleria Galouza (* 1985), niederländische Handballspielerin
- Aljaksandra Herassimenja (* 1985), Schwimmerin
- Dmitry Kaldun (* 1985), Sänger
- Anna Kalinowskaja (* 1985), Volleyballspielerin
- Sjarhej Kukuschkin (* 1985), Eishockeyspieler
- Julija Ratkewitsch (* 1985), Ringerin
- Kanstanzin Sacharau (* 1985), Eishockeyspieler
- Andrej Schyhalka (* 1985), Schachspieler und -trainer
- Aljaksej Uharau (* 1985), Eishockeyspieler

##### 1986
- Ksenija Balta (* 1986), estnische Leichtathletin
- Darja Domratschawa (* 1986), Biathletin
- Kazjaryna Dsehalewitsch (* 1986), Tennisspielerin
- Zimafej Hardsejtschyk (* 1986), Wasserspringer
- Nastassja Jakimawa (* 1986), Tennisspielerin
- Denis Mazukewitsch (* 1986), russischer Tennisspieler
- Alexander Rybak (* 1986), belarussisch-norwegischer Sänger, Violinist, Komponist und Schauspieler
- Weranika Schutkowa (* 1986), Weitspringerin

##### 1987
- Maryna Arsamassawa (* 1987), Mittelstreckenläuferin
- Aljaksandr Bury (* 1987), Tennisspieler
- Dsmitryj Dawidowitsch (* 1987), Tischtennisspieler
- Wadim Kaptur (* 1987), Wasserspringer
- Ina Karahodzina (* 1987), Tischtennisspielerin
- Maryna Linchuk (* 1987), Model
- Jury Ljadau (* 1987), Biathlet
- Aljaksandr Martynowitsch (* 1987), Fußballspieler
- Alexandra Privalova (* 1987), Tischtennisspielerin
- Aljaksej Ryas (* 1987), Fußballspieler
- Juryj Schajunou (* 1987), Hammerwerfer
- Ihar Sjankowitsch (* 1987), Fußballspieler

##### 1988
- Aljaksej Bojka (* 1987/88), Pokerspieler
- Stanislau Drahun (* 1988), Fußballspieler
- Jahor Filipenka (* 1988), Fußballspieler
- Wolha Hawarzowa (* 1988), Tennisspielerin
- Maksim Huszik (1988–2023), Freestyle-Skier
- Darja Jurkewitsch (* 1988), Biathletin
- Wera Klimowitsch (* 1988), Volleyballspielerin
- Aljaksej Schpileuski (* 1988), Fußballtrainer
- Michail Siwakou (* 1988), Fußballspieler
- Andrej Stas (* 1988), Eishockeyspieler

##### 1989
- Wiktoryja Asaranka (* 1989), Tennisspielerin
- Arzjom Dsjamkou (* 1989), Eishockeyspieler
- Aljaksandr Hutar (* 1989), Fußballtorwart
- Andrej Karattschenja (* 1989), Tennisspieler
- Sjarhej Russezki (* 1989), Fußballspieler
- Sjarhej Schyhalka (* 1989), Schachspieler
- Michail Stefanowitsch (* 1989), Eishockeyspieler

##### 1990
- Darja Baryssewitsch (* 1990), Mittelstreckenläuferin
- Ima Bohusch (* 1990), Tennisspielerin
- Uladsimir Ihnazik (* 1990), Tennisspieler
- Ksenija Mileuskaja (* 1990), Tennisspielerin
- Aljaksandr Pazykajlik (* 1990), Handballspieler
- Kiryl Stupak (* 1990), Schachspieler
- Alina Tumilowitsch (* 1990), Turnerin

#### 1991 bis 2000

##### 1991
- Wolha Dabryjan (* 1991), Billardspielerin
- Alena Dubkowa (* 1991), Tischtennisspielerin
- Kiryl Hatawez (* 1991), Eishockeyspieler
- Aleh Jawenka (* 1991), Eishockeyspieler
- Dsjanis Paljakou (* 1991), Fußballspieler
- Jelena Tairowa (1991–2010), russische Schachspielerin
- Andrej Wassileuski (* 1991), Tennisspieler

##### 1992
- Shenia Franz (* 1992), deutsche Handballspielerin
- Jahor Herassimau (* 1992), Tennisspieler
- Hanna Huskowa (* 1992), Freestyle-Skierin
- Kryszina Kicka (* 1992), Volleyballspielerin
- Stanislau Lapatschuk (* 1992), Eishockeyspieler
- Lidsija Marosawa (* 1992), Tennisspielerin
- Swjatlana Piraschenka (* 1992), Tennisspielerin
- Hanna Prakatsen (* 1992), belarussisch-russisch Ruderin
- Arzjom Saroka (* 1992), Fußballtorwart
- Maryna Sujewa (* 1992), Eisschnellläuferin
- Maksim Waladsko (* 1992), Fußballspieler

##### 1993
- Hanna Orlik (* 1993), Tennisspielerin
- Jaraslau Schyla (* 1993), Tennisspieler
- Marta Shkop (* 1993), deutsche Schauspielerin, Influencerin und Model

##### 1994
- Darya Gritsyuk (* 1994), deutsche Schauspielerin und Model
- Hleb Harbus (* 1994), Handballspieler
- Stanislau Hladchenko (* 1994), Freestyle-Skier
- Ilja Iwaschka (* 1994), Tennisspieler
- Aljaksandr Kahaljou (* 1994), Eishockeyspieler
- Aljaksandra Sasnowitsch (* 1994), Tennisspielerin
- Kazjaryna Wjarbizkaja (* 1994), Billardspielerin

##### 1995
- Kryszijan Chenkel (* 1995), Eishockeyspieler
- Jauhen Jablonski (* 1995), Fußballspieler
- Mikita Korsun (* 1995), Fußballspieler
- Raman Pratassewitsch (* 1995), Dissident, Journalist, Blogger und Oppositions-Aktivist
- Dmitri Suranowitsch (* 1995), russischer Autorennfahrer
- Anton Tschytschkan (* 1995), Fußballspieler

##### 1996
- Daniil Bokun (* 1996), Eishockeyspieler
- Aljaksandr Dschyhera (* 1996), Fußballspieler
- Szjapan Falkouski (* 1996), Eishockeyspieler
- Uladsislau Klimowitsch (* 1996), Fußballspieler
- Yung Lean (* 1996), schwedischer Rapper und Musikproduzent
- Iwan Ljutarewitsch (* 1996), Tennisspieler
- Aljaksandra Ramanouskaja (* 1996), Freestyle-Skierin
- Roman Sorkin (* 1996), belarussisch-israelischer Basketballspieler
- Vadim Yarashenka (* 1996), Tischtennisspieler

##### 1997
- Stanislau Darahakupez (* 1997), Sprinter
- Marharyta Fjafilawa (* 1997), Poolbillardspielerin
- Jana Halliday (* 1997), Billardspielerin
- Pawel Karnauchow (* 1997), russischer Eishockeyspieler
- Iryna Schymanowitsch (* 1997), Tennisspielerin

##### 1998
- Aljaksandr Chanin (* 1998), Tischtennisspieler
- Wera Lapko (* 1998), Tennisspielerin
- Dsmitryj Lasouski (* 1998), Biathlet
- Wital Lissakowitsch (* 1998), Fußballspieler
- Szjapan Puzila (* 1998), Journalist, Blogger, Filmemacher und Fernsehmoderator
- Aryna Sabalenka (* 1998), Tennisspielerin
- Sjarhej Schautschenka (* 1998), Radrennfahrer
- Jahor Scharanhowitsch (* 1998), Eishockeyspieler
- Diana Vaisman (* 1998), israelische Sprinterin

##### 1999
- Kiryl Kaplenka (* 1999), belarussisch-russischer Fußballspieler
- Daria Trigolos (* 1999), Tischtennisspielerin

##### 2000
- Karyna Kaslouskaja (* 2000), Bogenschützin

### 21. Jahrhundert
- Alina Harnasko (* 2001), Rhythmische Sportgymnastin
- Asteryja Limaj (* 2001), Sprinterin
- Dsmitryj Pryschtschepa (* 2001), Fußballspieler
- Anastassija Filipawa (* 2002), Billardspielerin
- Aljaksej Kolassau (* 2002), Eishockeyspieler
- ZENA (* 2002), Sängerin, Moderatorin, Synchronsprecherin und Filmschauspielerin
- Kiryl Sinowitsch (* 2003), Fußballspieler
- Mikalaj Lukaschenka (* 2004), Sohn des belarussischen Präsidenten Aljaksandr Lukaschenka
- Dsjanis Lasawik (* 2006), Schachspieler

## Personen mit Bezug zu Minsk
- Gennadi Tschetwerikow (1935–2018), sowjetischer bzw. belarussischer Schauspieler, Stuntman und Zirkusdarsteller
- Juryj Zwjatkou (1940–2011), sowjetischer Filmregisseur
- Natalia Permiakowa (* 1970), Biathletin
- Pjotr Iwaschka (* 1971), Biathlet
- Ljudmila Arlouskaja (* 1973), Biathletin
- Oleksij Ajdarow (* 1974), Biathlet
- Natalia Murschtschakina (* 1976), Biathletin
- Aljaksandr Syman (* 1977), Biathlet
- Jewgeni Markaschanski (* 1985), Biathlet
- Nadseja Skardsina (* 1985), Biathletin
- Sjarhej Dsjamahin (* 1986), Eishockeyspieler
- Irina Leuchina (* 1987), russische Biathletin, die zeitweise auch für Belarus antrat
- Ihar Tabola (* 1987), Biathlet